# 明石元広
明石 元広（あかし もとひろ）は、戦国時代の武士。松前藩初代藩主・松前慶広の次兄。

## 略歴
蠣崎季広の次男として誕生。蠣崎氏家臣の明石季衡の養子となったが、永禄5年（1562年）、前年に没した兄・舜広の後を追うように夭折した。舜広と同じく姉・南条広継正室に毒殺されたともいわれる。

## 系譜
- 父：蠣崎季広（1507-1595）
- 母：不詳
- 養父：明石季衡
- 兄弟姉妹
  - 長女：南条広継正室
  - 長男：蠣崎舜広（1539-1561）
  - 次男：明石元広（?-1562） - 明石季衡の養子
  - 三男：松前慶広（1548-1616）
  - 四男：蠣崎随良 - 法源寺住持
  - 五男：蠣崎正広 - 正広系蠣崎家初代
  - 六男：蠣崎長広 - 定広、長広系蠣崎家初代
  - 七男：蠣崎定広 - 信広、但馬守
  - 八男：蠣崎包広 - 与三郎、典三郎、早世
  - 九男：蠣崎吉広（?-1645） - 吉広系蠣崎家初代
  - 十男：蠣崎仲広 - 助五郎
  - 十一男：蠣崎守広（1564-1635） - 忠広、広勝、守広系蠣崎家初代
  - 十二男：蠣崎員広 - 景広、主水助、員広系蠣崎家初代
  - 十三男：蠣崎貞広 - 右衛門大夫、兄：正広の養子
  - 女子：下国師季正室
  - 女子：喜庭季信室
  - 四女：小平季遠室
  - 女子：厚谷季貞室
  - 女子：安東茂季正室
  - 女子：村上忠儀室
  - 女子：神浦季綱室
  - 女子：下国重季室
  - 女子：下国直季室
  - 女子：佐藤季連室
  - 女子：村上直儀室
  - 十三女：新井田広貞室
- 正室：明石季衡娘
- 生母不明の子女
  - 女子：岡部季村室